# Catharus bicknelli
Catharus bicknelli  (лат.) — вид певчих птиц семейства дроздовых. Подвидов не выделяют. Этот вид был открыт в конце XIX века орнитологом-любителем Юджином Бикнеллом в Катскильских горах.

## Описание
Catharus bicknelli достигает длины 16—17 см и массы от 26 до 30 граммов. Оба пола идентичны и примерно одинакового размера, хотя самцы в среднем немного больше по длине крыла. Оперение птицы на верхней стороне оливково-коричневого цвета, хвост слегка рыжеватого цвета. Нижняя сторона белая, бока серые. Бурая грудка имеет темноватые пятна. Следующие признаки — это розовые лапы, серые щёки и серые круги под глазами. Раньше птица рассматривалась с малым дроздом как один вид.

## Ареал
Обитает в хвойных лесах от юго-восточного Квебека до Новой Шотландии и южнее до Новой Англии, мигрирует на зимовку на Большие Антильские острова.

## Питание
Питается насекомыми, плодами и ягодами, отыскивая их на земле в лесу, но также ловит мух и собирает насекомых с листвы деревьев. В рацион в конце лета (середина июля), во время миграции и на зимовках также входят дикие фрукты.